# Hippie Masala – Für immer in Indien
Hippie Masala – Für immer in Indien ist ein Schweizer Dokumentarfilm des Filmemachers Ulrich Grossenbacher und der Anthropologin Damaris Lüthi aus dem Jahr 2006.

## Handlung
Der Film handelt von den Nachwirkungen der Hippiewanderungen nach Asien mit Blick auf das Leben von sechs Hippies, die sich entschlossen, in Indien zu bleiben: Cesare aus Italien, Meera aus Belgien, Robert aus den Niederlanden, Erica und Gillian aus Südafrika und Hanspeter aus der Schweiz Nicht mehr in ihren 20ern, bestreiten sie ihr Leben als traditioneller Yogi bzw. Yogini, Maler mit einheimischer Ehefrau, Designerinnen von Strandkleidung in Goa bzw. als Landwirt der in den Himalaya-Bergen.

## Auszeichnungen
- Berner Filmpreis 2006
- Nomination Bester Dokumentarfilm Schweizer Filmpreis 2007[2]

## Festivals (Auswahl)
- DocFest München 2006
- DOCNZ, Neuseeland 2006
- Festival internazionale del film Locarno 2006
- Miami International Film Festival 2008
- Tel Aviv International Documentary Film Festival 2007
- Woodstock Film Festival 2007[2]
- International Film Festival of India 2008[3]